# Hijackers
Hijackers ist ein Produzenten-Team aus Berlin, bestehend aus den Produzenten Produes, Bo Diggler, MMinx. Bekanntheit erlangten sie durch Produktionen für die Rapper Silla und Fler.

## Geschichte
Produes produzierte bereits den Titel Back am Block auf dem 2011 veröffentlichten Album Silla Instinkt von Silla. Zuvor arbeitete er unter anderem mit den Rappern Bass Sultan Hengzt und King Orgasmus One zusammen. Bo Diggler produzierte auch für die Sängerin Yvonne Catterfeld.
Des Weiteren wurden einige Lieder des Albums Hinter blauen Augen des Rappers Fler von MMinx produziert. Produes war für die Produktionen der Titel Die Passion, Sag mir was du siehst, Geblendet vom Schein und #KKK auf dem Album Die Passion Whisky von Silla  verantwortlich. Zudem steuerte er einen Remix zum Song Gewinner bei. Danach taten sich alle vier Produzenten zusammen und gründeten das Team Hijackers. Ihre erste offizielle Produktion war das Album Blaues Blut von Fler, auf dem sie alle Titel produzierten. Am 12. Juli 2013 wurde der von den Hijackers produzierte Freetrack Big In Berlin von Fler und Jihad veröffentlicht. Im August 2013 erschien das Musikvideo zum Song High Heels, welcher von den Hijackers produziert wurde. Auf den beiden im Jahr 2013 veröffentlichten Labelsamplern Maskulin Mixtape Vol. 3 und Maskulin Mixtape Vol. 4 steuerten sie ebenfalls einige Produktionen bei. Anfang 2014 gaben sie gleichzeitig mit dem Ausstieg des Rappers Animus von Maskulin bekannt, in Zukunft nicht mehr für Fler und Maskulin zu produzieren.

## Produktionen (Auswahl)
- 2013: Diverse auf Blaues Blut von Fler
- 2013: Wake Up To Peace United G & Phlexter
- 2013: Big In Berlin von Fler & Jihad
- 2013: Diverse auf Maskulin Mixtape Vol. 3 von Fler, Silla, Jihad, Animus & DJ Gan-G
- 2014: Diverse auf  Maskulin Mixtape Vol. 4 von Fler, Silla, Jihad & Animus
- 2014: Fanpost 2 von Nicone
- 2014: Diverse auf Beastmode von Animus
- 2016: Kuku Bra von Capital